# Bruksvärde
Bruksvärde är ett nationalekonomiskt begrepp för den nytta en produkt eller en tjänst skapar
Bruksvärdet är skilt från bytesvärdet och affektionsvärde ska inte räknas in i bruksvärdet. Varor med stort bruksvärde, som vatten, kan paradoxalt nog ha litet bytesvärde, medan varor med litet bruksvärde, som diamanter eller guld, kan ha högt bytesvärde. Detta brukar kallas för värdeparadoxen.
Karl Marx definierade bruksvärde som en nyttighet istället för en egenskap hos en nyttighet, där ett tings användbarhet gör det till ett bruksvärde.
Enskilda konsumenters värderingar och behov tas inte i beaktande vid beräkning av bruksvärdet utan det är hur konsumenter i genomsnitt värderar nyttan som avgör bruksvärdet, vilket skiljer sig för marginalprissättning. Det innebär att bruksvärdet för en produkt kan vara högre eller lägre än marknadsvärdet.  Till exempel har en funktionsoduglig produkt ha ett lägre bruksvärde än en fungerande, medan en funktionsoduglig produkt med affektionsvärde eller vari ingår värdefulla metaller (med lågt bruksvärde) kan ha ett högre marknadsvärde.